# Ha llegado una intrusa
Ha llegado una intrusa é uma telenovela mexicana, produzida pela Televisa e exibida em 1974 pelo El Canal de las Estrellas. 
Se trata de uma versão livre da novela brasileira A Intrusa produzida pela Rede Tupi em 1967. 
Foi protagonizada por Jacqueline Andere e Joaquín Cordero e antagonizada por Sylvia Pasquel e Virginia Gutiérrez.

## Sinopse
Alicia Bernal é uma jovem honesta e gentil que viveu toda a sua vida em um internato para meninas na Cidade do México. Ela estudou graças a uma pessoa misteriosa que paga suas mensalidades, mas Alicia nunca soube quem é, pois é órfã e a única pessoa que tem é sua amiga Hilda Moreno Sáinz. No entanto, essa amizade é estranha: Hilda é uma jovem caprichosa, arrogante e muito amarga que também reside no internato desde criança. Ela foi trancada lá por Don Rafael, seu pai que sabe de todas as suas maldades. Hilda manipula Alicia como bem entende.
Um dia, Hilda foge com seu namorado, Tony, forçando Alicia a se juntar a eles também. Os três levam uma vida de vícios até que Hilda e Tony morrem em um trágico acidente de trem. Alicia, sem ninguém no mundo, sentindo-se sozinha e sem ter para onde ir, decide assumir a identidade da amiga e se apresenta como ela na fazenda onde mora, "La Encina", localizada em Tabasco. Chegando lá, ela descobre que todos odiavam Hilda. Ela não é bem recebida por ninguém, principalmente por sua madrasta, Virginia, uma mulher muito ambiciosa que sempre a odiou por considerá-la uma rival pela herança de Rafael.
No entanto, aos poucos, Alicia consegue conquistar o carinho de todos, principalmente do engenheiro Carlos Morán, que inicialmente desconfia dela devido à sua má reputação, mas acaba se apaixonando por ela. Quando tudo parece estar indo bem e Alicia finalmente se sente feliz por ter o amor que nunca recebeu, Hilda (que sobreviveu ao acidente) aparece na fazenda sob a identidade de Verónica, com o único propósito de destruir Alicia.

## Elenco
- Jacqueline Andere - Alicia Bernal
- Joaquín Cordero - Ingeniero Carlos Morán
- Silvia Pasquel - Hilda Moreno Sáinz / Verónica[2]
- Rafael Banquells - Don Rafael Moreno
- Virginia Gutiérrez - Virginia Moreno
- Rogelio Guerra - Gabino
- Rosario Granados - Daniela
- Héctor Gómez - Cuco
- Augusto Benedico - Ingeniero Ernesto Lascuráin
- Angelines Fernández - Carmelita
- Alma Muriel - Nelly Carvajal
- Patricia Aspillaga - Margarita
- Raúl "Chato" Padilla - Yando
- Carmen Salas - Esperanza
- Ricardo Cortés - Luis
- Claudio Obregón - Dr. Rubén Carvajal
- Wally Barrón - Pancho
- Miguel Suárez - Herminio
- Emma Grise - Juana
- Carlos East - Tony
- Salvador Sánchez - Ramón

## Versões
- A Intrusa - Novela brasileira escrita por Geraldo Vietri em 1967 e protagonizada por Dina Sfat e Hélio Souto.
- Vida Roubada - O SBT produziu uma nova versão em 1983, protagonizada por Suzy Camacho e Fausto Rocha Jr.
- Vida robada - Foi produzida por Carlos Sotomayor em 1991 e protagonizada por Erika Buenfil e Sergio Goyri.
- Mi secreto - Novela mexicana produzida por Carlos Moreno Laguillo em 2022 e protagonizada por Macarena García e Diego Klein[3]